# Marian Popescu
Marian Popescu (Iancu Jianu, 27 de julio de 1973) es un deportista rumano que compitió en piragüismo en la modalidad de aguas tranquilas. Ganó tres medallas en el Campeonato Mundial de Piragüismo en los años 1993 y 1994.
Participó en dos Juegos Olímpicos de Verano en los años 1992 y 1996, su mejor actuación fue un cuarto puesto logrado en Barcelona 1992 en la prueba de K1 1000 m.

## Palmarés internacional
| Campeonato Mundial | Campeonato Mundial        | Campeonato Mundial | Campeonato Mundial |
| Año                | Lugar                     | Medalla            | Evento             |
| ------------------ | ------------------------- | ------------------ | ------------------ |
| 1993               | Copenhague (Dinamarca)    | Medalla de bronce  | K1 1000 m          |
| 1994               | Ciudad de México (México) | Medalla de plata   | K4 200 m           |
| 1994               | Ciudad de México (México) | Medalla de plata   | K4 500 m           |